# Wilhelm Jordan
Wilhelm Jordan (Ellwangen, 1 de março de 1842 — Hannover, 17 de abril de 1899) foi um geodesista e matemático alemão. Realizou pesquisas geodésicas na Alemanha e na África.

## Vida
Jordan nasceu em Ellwangen, uma pequena cidade no sul da Alemanha. Estudou na Universidade de Stuttgart e após trabalhar dois anos como engenheiro assistente em estágios preliminares da construção de ferrovias, retornou para a Universidade de Stuttgart como professor assistente de geodésia. Em 1868, com 26 anos de idade, tornou-se professor pleno na Universidade de Karlsruhe. Em 1874 Jordan participou da expedição de Friedrich Gerhard Rohlfs na Líbia. De 1881 até sua morte foi professor de geodésia e geometria prática da Universidade de Hannover. Foi um prolífico escritor, conhecido por seu Handbuch der Vermessungskunde (Manual de Geodésia.)
É conhecido na matemática pelo algoritmo de eliminação de Gauss-Jordan, tendo Jordan melhorado a estabilidade numérica do algoritmo de eliminação de Gauss, possibilitando sua aplicação para a minimização dos erros quadráticos na soma de uma série de observações em agrimensura. Esta técnica algébrica foi publicada na terceira edição do Manual de Geodésia.
Wilhelm Jordan não deve ser confundido com o matemático Camille Jordan (teorema da curva de Jordan) nem com o físico Pascual Jordan (álgebra de Jordan).

## Eliminação de Gauss–Jordan
Evidências sugerem que B.-J. Clasen também desenvolveu o método da eliminação de Gauss-Jordan independentemente de Jordan, e ambos publicaram o método em 1888. Carl Friedrich Gauss não contribuiu diretamente com as duas publicações.